# Груздев, Владимир Сергеевич
Владимир Сергеевич Гру́здев (род. 6 февраля 1967) — российский предприниматель, государственный и общественный деятель.
Депутат Московской городской думы (2001—2003) и Государственной думы (2003—2011), губернатор Тульской области (2011—2016). C 2007 года — председатель Ассоциации молодых предпринимателей России, с декабря 2016 — председатель правления Ассоциации юристов России. Заслуженный юрист Российской Федерации (2022).

## Ранняя биография
Владимир Груздев родился 6 февраля 1967 года в посёлке Болшево Московской области. Его мать работала учительницей химии и биологии в средней школе, отец был кадровым военным. Выбор профессии Груздев сделал, равняясь на отца.

## Образование и военная служба
В 1984 году окончил Московское суворовское военное училище и поступил в Военный институт Министерства обороны СССР, известный курсами подготовки военных переводчиков. Владеет испанским, португальским и английским языками. Курсантом Груздева командировали в качестве переводчика в Анголу и Мозамбик, за службу там в 1989 году был удостоен медали «За боевые заслуги».
В 1991 году, получив диплом с отличием по специальности «референт-переводчик» Военного Краснознаменного института, был направлен в Службу внешней разведки Российской Федерации, ставшую правопреемницей Первого главного управления КГБ СССР. Однако на службе Груздев пробыл всего два года: период как раз совпал с распадом СССР. В 1993 году, в возрасте 26 лет, Груздев принял решение уйти из СВР и попробовать себя в бизнесе.
Позднее в 2000 году он получил второе высшее образование на юридическом факультете МГУ, а в 2003 году защитил в Московском университете МВД России кандидатскую диссертацию на тему «Правовой статус государственных служащих Российской Федерации и организационно-правовые основы функционирования системы подготовки, переподготовки и повышения их квалификации». В 2013 году сетевое сообщество «Диссернет» заявило, что вся содержательная часть работы является плагиатом: 168 из 182 страниц целиком заимствованы из оригинальной работы Павла Вострикова «Организационно-правовые проблемы подготовки, переподготовки и повышения квалификации государственных служащих», защищённой в 1998 году.
16 ноября 2021 года защитил докторскую диссертацию в Институте государства и права Российской академии наук на тему «Реализм в юриспруденции: теоретико-методологический и исторический аспекты», 4 марта 2022 года вышел приказ Минобрнауки о присвоении ему степени доктора наук.

## Предпринимательская деятельность

### Седьмой континент
В 1993 году после увольнения со службы Груздев по приглашению школьного товарища пришёл на работу в группу компаний «Олби». Он быстро пошёл на повышение и вскоре стал одним из ключевых руководителей, но был вынужден оставить «Олби»: по словам Груздева, финансовый директор компании хотел устроить на его место своего приятеля. Опыт работы в «Олби» Груздев использовал в новом бизнесе: он привлёк соучредителей и основал сеть продуктовых магазинов «Седьмой континент», первый магазин которой открылся в конце 1993 года. Часть финансирования для проекта была получена по линии МДМ-банка благодаря связям одного из соучредителей — Александра Мамута. На фоне общего экономического подъёма в стране сеть быстро росла. В 1994—1996 годах Груздев занимал пост генерального директора «Седьмого континента», в 1996—1997 годах был первым заместителем председателя совета директоров, в 1997 году занял кресло председателя. Первоначально все соучредители компании имели равные доли в 12,5 %, но постепенно совладельцами компании остались Груздев и главный акционер компании «Манежная площадь» (владелец торгового комплекса «Охотный ряд» и других объектов) и председатель правления Собинбанка Александр Занадворов. К середине 2000-х годов Груздеву и Занадворову принадлежало по половине «Седьмого континента» через доли в его структурах. В 1998 году Груздев присутствовал на выпусках телевизионной игры «Что? Где? Когда?», спонсором которой в то время стала компания «Седьмой континент».
Осенью 2007 года журналистам стало известно о планах Занадворова выкупить «Седьмой континент» у Груздева. Сделка состоялась в ноябре, сопровождавшие её инвестбанкиры оценили активы Груздева в 24,5 миллиарда рублей — около 995 миллионов долларов по курсу того года. Соглашение было заключено в российской юрисдикции с уплатой 130 миллионов долларов налога в бюджет города Москвы. Спустя год на фоне экономического кризиса Занадворов столкнулся с трудностями по управлению кредитом Deutsche Bank, взятым для выкупа «Седьмого континента» под залог его доли в одной из структур компании. Как утверждал Груздев, на тот момент партнёр не успел полностью расплатиться по обязательствам с ним, и семье Груздева пришлось выкупить часть акций, чтобы предотвратить банкротство сети. В 2008—2010 годах фонд семьи Груздева в лице его жены Ольги и матери Нелли Груздевых выкупил около 20 % «Седьмого континента». В октябре 2010 года Занадворов выкупил у фонда семьи Груздевых весь принадлежавший им пакет акций, заплатив около 400 миллионов долларов.

### Модный континент
Единая компания «Модный континент» была создана в 2002 году на основе входивших в структуру «Седьмого континента» мульти- и монобрендовых магазинов одежды «7 элемент», «007», «7 этаж» и прочих. Доля Груздева в образованной компании составила 28 %. Первоначально «Модный континент» планировал стать франчайзи известной мировой марки, но после неудачных переговоров с Zara и Topshop сосредоточился на развитии собственного бренда Incity. Первый магазин Incity открылся весной 2005 года в «Охотном ряду». Уже к концу года сеть была представлена 11 магазинами, по итогам 2006 года — 58 (включая 39, открытых по франшизе), в 2007 году — объединяла 42 собственных магазинов и 79 магазинов франчайзи. Компания не взимала с партнёров паушальный взнос и роялти и зарабатывала на поставках одежды. В 2007 году у «Модного континента» появился портфельный инвестор в лице фонда United Capital Partners. В результате нескольких сделок ряд соучредителей компании вышел из капитала, UCP получила 25 %, а основным собственником «Модного континента» стал семейный фонд Груздевых с 61 %. Сам Груздев в управлении компанией непосредственного участия не принимал.
К 2011 году «Модный континент» вошёл в первую тройку российских ретейлеров по обороту на м², компания сравнялась по выручке с российским Zara и H&M, развернула онлайн-торговлю через собственный интернет-магазин, площадки Wildberries и Lamoda. Компания без потерь перенесла кризис 2008 года, наращивала выручку и прибыль. В 2010 и 2011 годах «Модный континент» сообщал о планах скорого первичного публичного предложения, но выход на биржу не состоялся. Впервые за многие годы компания показала убыток в 2014 году на фоне начавшегося валютного кризиса и сопровождавших его девальвации рубля и роста процентов по кредитам.

## Политическая деятельность

### Московская городская Дума
Журналист Павел Шеремет отмечал, что Груздев был амбициозен и всегда интересовался политикой. В 1995 году Груздев впервые баллотировался в Государственную думу II созыва по Черёмушкинскому избирательному округу № 203. Те выборы, как и последующие выборы в Думу III созыва в 1999 году, предприниматель проиграл, однако в 2001 году прошёл в Московскую городскую думу III созыва по 27-му одномандатному округу, в который вошли Северное Бутово, Южное Бутово и Ясенево.
В качестве депутата Мосгордумы Груздев руководил рабочей группой по кадровой политике судов города Москвы, был членом бюджетно-финансовой комиссии, комиссии по законодательству и безопасности, комиссии по предпринимательству, комиссии по образованию и совместной комиссии Мосгордумы и Правительства Москвы по нормативной базе земельных и имущественных отношений.

### Государственная Дума
В 2003 году в Государственной думе IV созыва Груздев вошёл во фракцию «Единая Россия», работал заместителем председателя комитета по гражданскому, уголовному, арбитражному и процессуальному законодательству и входил в состав комиссии по вопросам практики применения избирательного законодательства.
На следующих парламентских выборах в декабре 2007 года Груздев шёл 7-м номером московского списка «Единой России», который возглавил Юрий Лужков. В Думе V созыва Груздев продолжил работу в комитете по гражданскому, уголовному, арбитражному и конституционному законодательству.
В период депутатских полномочий Груздев неоднократно выступал с законодательными поправками, полезными для частного бизнеса и НГО. В 2006 году Груздев, Павел Крашенинников, Пётр Шелищ и Алексей Лихачёв выступили инициаторами законопроекта об эндаументах — целевых фондах для инвестиций, призванных обеспечить деятельность некоммерческих организаций. В 2010 году Груздев вместе с Андреем Назаровым предложил запретить возбуждение уголовных дел по экономическим статьям без заявлений потерпевших. Инициатива предполагала наличие обратной силы и пересмотр тысяч уголовных дел в отношении предпринимателей. Позднее вместе с Назаровым и Крашенинниковым выступил за либерализацию наказания за «незаконное предпринимательство» — предпринимательскую деятельность без регистрации или лицензии.
Коллеги по парламенту положительно отзывались о работе Груздева. Единственным однопартийцем, с которым у него не сложились отношения, был секретарь президиума генерального совета партии Вячеслав Володин, который критиковал Груздева за недостаточное уважение к старшим товарищам.

### Губернатор Тульской области

#### Назначение
29 июля 2011 года назначен временно исполняющим обязанности губернатора Тульской области. 11 августа 2011 года Президент России Дмитрий Медведев внёс на рассмотрение Тульской областной думы кандидатуру Владимира Груздева для наделения его полномочиями губернатора.
18 августа 2011 года в Тульском кремле состоялась торжественная церемония официального вступления Владимира Груздева в должность губернатора Тульской области.
В сентябре 2011 года Владимир Груздев включён в список кандидатов от «Единой России» по Тульской области под вторым номером (после Бориса Грызлова). 4 декабря 2011 года в России прошли выборы в Государственную думу шестого созыва, в результате которых «Единая Россия» получила 61 % голосов в Тульской области. Груздев отказался от депутатского мандата.
С 28 июля 2012 по 22 февраля 2013 — член Президиума Государственного совета Российской Федерации.

#### Деятельность
В своей работе на должности главы региона Владимир Груздев в основном делал ставку на лояльные, но малоопытные кадры из Москвы. После отставок и увольнений большей части аппарата своего предшественника Груздеву пришлось формировать новую команду «с нуля». При этом Груздев не проявлял особой лояльности к собственным назначенцам и снимал их в случае недовольства результатами. В результате следующий губернатор Тульской области Алексей Дюмин почти полностью сохранил аппарат своего предшественника Груздева, ограничившись переназначением заместителя губернатора и заместителя председателя правительства.
Груздев также уделял внимание борьбе с конфликтом интересов в местных органах власти. Вступив в полномочия губернатора, он обнаружил, что большинство депутатов Тульской городской думы IV созыва совмещали мандаты с руководящими должностями в местных муниципальных унитарных предприятиях. Губернатор поставил их перед выбором, и в Думу V созыва, собравшуюся осенью 2014 года, не вошёл ни один руководитель муниципальных предприятий.
Административная политика Груздева была направлена на повышение подконтрольности, прозрачности и информатизации властей. До его вступления в должность многие чиновники не имели собственных адресов электронной почты. Груздев же завёл официальный твиттер и обязал остальных областных чиновников последовать его примеру и вести микроблоги, чтобы принимать жалобы от населения и отчитываться о проделанной работе. По указанию Груздева был запущен сайт «Открытый регион 71», который предоставил жителям Тульской области электронный доступ к государственным услугам, составлению обращений и жалоб в органы власти. Для контроля за работой чиновников на местах Груздев сделал регулярной практикой поездки по районам и встречи с местными жителями и муниципальными властями, итогом которых нередко становились скорые отставки. Ярким примером безапелляционного отношения Груздева к местным чиновникам стала его встреча с жителями Богородицкого района в октябре 2011 года. Тогда недовольный плохой организацией базового бытового обслуживания населения губернатор обрушился с критикой на присутствовавшего главу района и поделился советом, который его думский заместитель Павел Воронин дал бывшему министру здравоохранения и социального развития Михаилу Зурабову в ходе парламентского обсуждения катастрофического положения дел с доступностью лекарств льготным категориям населения в 2007 году — сохранить офицерскую честь, воспользовавшись наградным пистолетом.
Администрация Груздева также инициировала ряд расследований в отношении региональных чиновников, которых подозревала в коррупции. Громкими делами стали преследование мэра Тулы Александра Прокопука за махинации на должности главы муниципального предприятия «Спецавтохозяйство», которую он занимал до вступления в должность, главы администрации Дубенского района и его заместителей, руководителя Узловского района и высокопоставленных чиновников города Донской.
В 2015 году правительство Тульской области начало внутреннюю проверку деятельности Максима Мищенко, замруководителя представительства правительства Тульской области при Правительстве Российской Федерации и заместителя министра внутренней политики и развития местного самоуправления Тульской области. На основании материалов внутренней проверки в отношении Мищенко и Геннадия Ефимова, председателя Союза защиты инвалидов и участников ликвидации последствий аварии на Чернобыльской АЭС города Новомосковска, было возбуждено уголовное дело по факту вывода бюджетных средств на счета подставных фирм. Эти средства были выданы Союзу в качестве грантов на реабилитацию «чернобыльцев».  17 марта 2017 года Новомосковский городской суд Тульской области признал Мищенко виновным в мошенничестве и приговорил к 2,5 годам лишения свободы.
Летом 2017 года Следственный комитет возбудил дело по ч. 1 ст. 286 УК РФ («Превышение должностных полномочий») в отношении Артура Контрабаева, председателя комитета по информатизации и связи в 2011—2014 годах и министра по информатизации, связи и вопросам открытого управления в 2014—2015. Как выяснило информационное агентство «Тульские новости», за год с момента возбуждения дело в отношении Контрабаева не сдвинулось с этапа предварительного следствия. Несмотря на предположения журналистов, что Груздеву было известно о действиях своих подчинённых, правоохранительные органы не нашли связи между губернатором и их правонарушениями.

#### Итоги работы

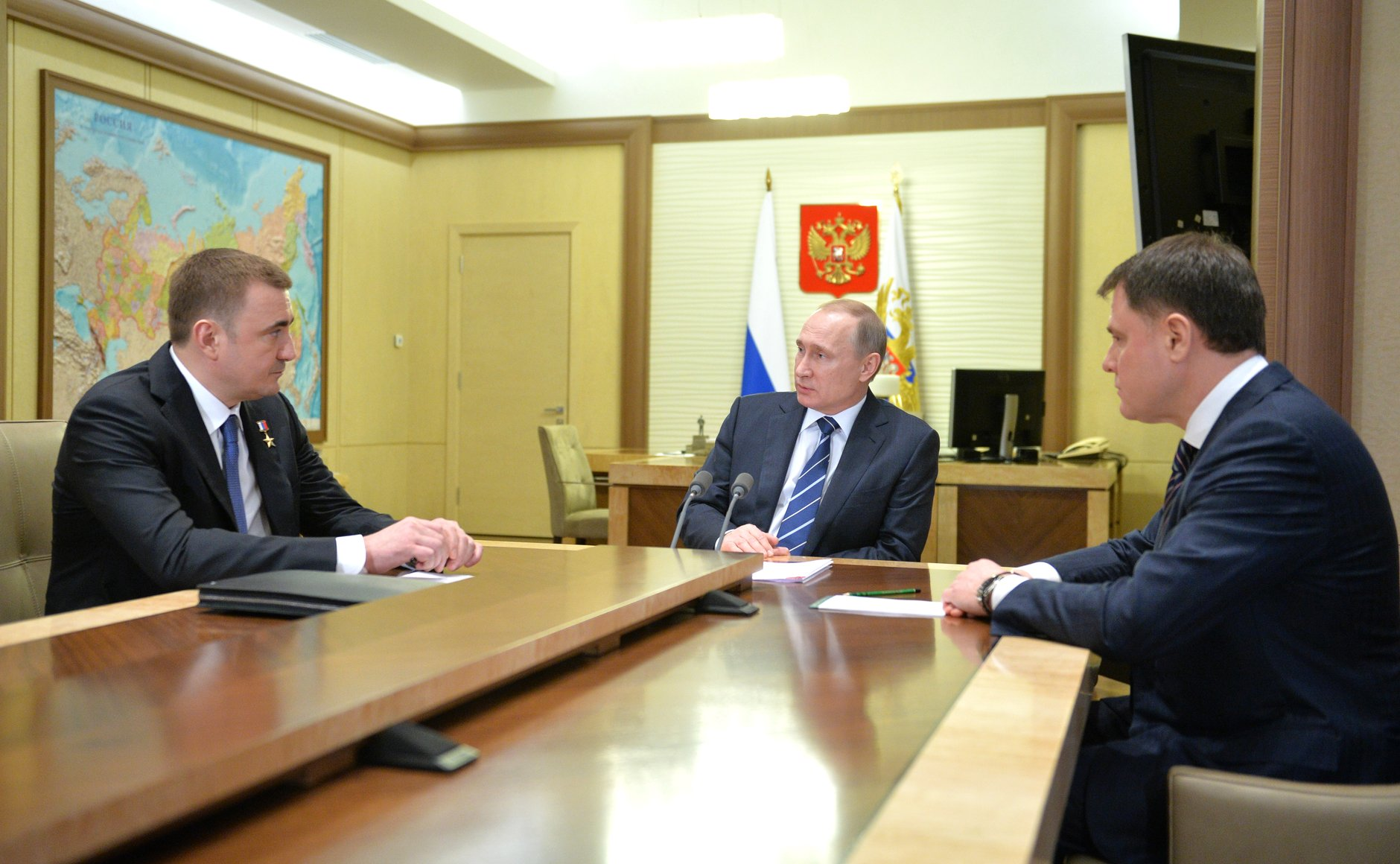
Встреча с президентом России В. Путиным при назначении врио губернатора Тульской области 2 февраля 2016 года

- По темпам роста фактических доходов область вышла на 1 место в ЦФО. Экономический рост позволили снизить заимствования из федерального бюджета на 2 миллиарда рублей, а долговая нагрузка (отношение объёма госдолга к налоговым и неналоговым доходам) снизилась с 37 % до 32 %. По этому показателю область поднялась в ЦФО с 7 места в 2010 году на 4 место по итогам 2014 года, в России — с 49 места на 16-е[47][55].
- За 2010—2014 годы консолидированный (включающий доходы муниципалитетов) бюджет области вырос на 85 % с 34,5 до 63,7 миллиардов, собственные доходы регионального бюджета увеличились более чем вдвое — с 23,2 до 50 миллиардов[47][55].
- В 2011—2015 годах Тульская область повысила динамику промышленного производства на 51,5 % и вышла по этому показателю на 2 место в Центральном федеральном округе и на 5 место в России[55].
- Объём инвестиций в основной капитал за период 2011—2015 гг. составил 348 миллиардов рублей, их доля в валовом региональном продукте в 2014 году достигла 26,4 %, почти догнав плановый на 2018 год показатель в 27 %[47][55].
- Экономический рост способствовал снижению безработицы с 5,3 % в 2011 году до 4,1 % в 2015 году[56] (15 и 7 место в стране соответственно).
- Средний показатель заработной платы увеличился с 17,3 тысяч рублей в 2011 году до 26,8 тысяч рублей в декабре 2015 года (48 и 40 место по стране), а в образовательных учреждениях рост достиг 200—250 %.
- За время работы Груздева область достигла рекордных за 25 лет темпов жилищного строительства. В 2011—2015 годах в регионе было в общей сложности введено 1,7 миллионов м² жилья при вдвое большем объёме ввода жилья в эксплуатацию, чем ранее. По темпам роста жилого фонда Тульская область вышла на 6 место в ЦФО и на 32 место в России, а по объёмам переселения — на 1 место в федеральном округе и 7 место в стране[55].
- С 2011 года в регионе были построены 2 новых детских сада, капитально отремонтированы 6, под детские дошкольные учреждения было перепрофилировано 7 зданий, и ещё 4 здания были выкуплены к 2015 году. В конце 2011 года в очереди в детские сады стояло 11104 ребёнка, к апрелю 2015 года их число сократилось до 480. Статистический показатель обеспеченности детей в возрасте 3—7 лет детскими садами достиг 99 %[47].
- Груздев возглавил Тульскую область в период, когда та находилась в демографической яме. Однако 2011—2014 годы отметились заметными улучшениями статистики: годовая рождаемость выросла с 9,4 до 10 на 1000 человек, смертность снизилась с 17,7 до 17,1 на 1000 человек[47].
- За время работы в Туле открыт специализированный кардиологический центр, который позволил снизить показатель смертности из-за сердечно-сосудистых заболеваний на 30 %[47].
- За время работы создан индустриальный парк «Узловая» на территории Узловского района Тульской области, главным резидентом которого стал китайский автоконцерн Great Wall Motors[47][55].
- С 2011 года число госслужащих в региональных органах исполнительной власти сократилось на 35 % с 1289 до 847 человек. Численность муниципальных чиновников за это время сократилась почти вдвое — с 4022 до 2242 человек. По малочисленности госаппарата в пересчёте на душу населения Тульская область в результате реформ вышла на 1 место в ЦФО и второе в России, уступив только Челябинской области, причём средний возраст тульских управленцев сократился до 38 лет. С ростом требований к чиновникам выросла и средняя заработная плата: для областных госслужащих она составила 50 тысяч рублей, для муниципальных — 35,5 тысяч[47].
- В 2016 году в итоговом рейтинге эффективности глав российских регионов Фонда развития гражданского общества, вошёл во вторую группу руководителей субъектов РФ (так называемый «высокий рейтинг»)[57].
- В 2019 году член Общественной палаты Тульской области Ярослав Муравский отмечал, что жители области всё ещё положительно отзываются о деятельности бывшего губернатора, выделяя конкретные дела и проекты: массовое появление детских площадок, возрождение тульского «Арсенала», восстановление колокольни в кремле, наведение порядка с ремонтом дорог и в государственных органах — замена кадров, налаженное общение с населением, активное использование твиттера[6].

#### Отставка
2 февраля 2016 года Груздев по собственному желанию ушёл в отставку. Причина отставки — семейные обстоятельства (у губернатора родилась дочь). Владимир Путин, принимая отставку, заметил, что «Владимир Сергеевич — москвич, хочет быть поближе к Москве». В дальнейшем в прессе фигурировала версия, что его увольнение было вызвано уголовным делом против ближайшего помощника Максима Мищенко, а также расследованием из-за нецелевого выделения грантов на 3 млрд рублей в пользу ТД «Медведь» и компании «Балтика». 6 декабря 2016 года Арбитражный суд Воронежской области в мотивировочной части своего решения указал, что Груздев во время губернаторства в нарушение законодательства продолжал заниматься предпринимательской деятельностью и принимал непосредственное участие в управлении компанией «Модный континент». В августе 2017 года решением Арбитражного суда Центрального округа выводы о контроле Груздевым за деятельностью «Модного континента» были исключены из мотивировочной части решения Арбитражного суда Воронежской области.
После отставки с поста губернатора некоторое время занимал пост советника нового главы региона Алексея Дюмина.
Участвовал в разработке программы развития Тульской области до 2021 года.

## Общественная деятельность
В январе 2009 года участвовал вместе с Князем Монако Альбером II, Артуром Чилингаровым и Михаилом Слипенчуком в экспедиции к Южному Полюсу, целью которой было привлечение внимания общественности к проблеме глобального потепления и составления рекомендаций по финансированию антарктических проектов РФ.
В декабре 2016 года Груздев возглавил Ассоциацию юристов России, был избран председателем правления организации, с 2009 по 2016 год являлся заместителем председателя правления Ассоциации юристов России (АЮР).
С апреля 2017 года входит в правительственную комиссию по законопроектной деятельности и принимает участие в её работе.
С мая 2017 года является сопредседателем Центра общественных процедур «Бизнес против коррупции», созданного в 2011 году по распоряжению Правительства России при участии общественной организации «Деловая Россия».
В 2017 году Ассоциация юристов России организовала проведение четвертого юридического форума стран БРИКС в Москве, в ходе которого Владимир Груздев инициировал обсуждение вопросов по формированию новых институтов арбитража стран БРИКС, нормативному регулированию цифровой экономики и других.
С 2016 года по инициативе Европейской Юридической Службы и Деловой России проводится Всероссийский Правовой Диктант. В 2017 году в качестве стратегического партнера к организации проекта присоединилась Ассоциация юристов России под руководством Груздева. В 2018 году в диктанте приняли участие свыше 165 тысяч человек из 85 регионов России, в 2017 году в проведении диктанта участвовало более 20 тысяч человек. Результаты проведения диктантов требуются АЮР для разработки программ повышения правовой грамотности граждан.
В 2018—2019 годах Груздев являлся модератором сессий Петербургского экономического форума и Восточного экономического форума о конкурентоспособности российской юрисдикции.
Владимир Груздев выступает соавтором исследований о факторах, влияющих на качество российской правовой системы, а также инициатором общественного обсуждения поправок в законодательство.
19 октября 2022 года, на фоне вторжения России на Украину, Груздев попал в санкционный список Украины как ответственный за позицию АЮР «в необходимости проведения военной спецоперации в Украине». Кроме того, Груздев «разместил заявление "Ассоциации Юристов России" о поддержке проведения военной спецоперации в Украине у себя на странице в Твиттер».

## Благотворительность
Груздев входит в попечительские советы Московского суворовского военного училища, МГИМО (упразднён в 2022 году), благотворительного фонда «Общественный институт социальной стратегии и тактики» при МГУ и благотворительного фонда «Крейсер „Варяг“». Груздев тесно сотрудничает с Российским военно-историческим обществом, входит в попечительский совет организации, а в годы руководства Тульской областью возглавлял попечительский совет её регионального отделения. В 2016—2017 годах Груздев финансово поддержал воссоздание памятника великому князю Сергею Александровичу на территории Московского кремля, работы над которым вёл фонд содействия возрождению традиций милосердия и благотворительности «Елисаветинско-Сергиевское просветительское общество» по поручению Владимира Путина. Памятник был открыт в мае 2017 года.
Возрождение тульского футбольного клуба «Арсенал» началось в рамках думской предвыборной кампании 2011 года. Тогда возглавивший региональный список «Единой России» экс-спикер Думы Борис Грызлов привёз в Тулу ветеранов местного футбола и дал публичное обещание вернуть клубу былую славу. Груздев, который шёл вторым номером партийного списка, поддержал инициативу и помог организовать финансирование, в том числе из собственных средств. Благодаря широкой поддержке «Арсенал», долгое время игравший во втором дивизионе, смог выйти в премьер-лигу.
Отдельное направление благотворительной деятельности Груздева связано с Тульской областью. За время работы губернатором Груздев жертвовал на восстановление одного из колоколов для колокольни Успенского собора Тульского кремля, также ежегодно расходовал на благотворительность в Тульской области 250 млн рублей из личных средств, а всю зарплату перечислял в Яснополянский детский дом. С 2012 года он полностью перечислял свою губернаторскую зарплату в общественную организацию инвалидов «Равноправие», фонд возрождения культурного наследия «Тульский кремль» и Тульскую православную классическую гимназию. На собственные средства Груздев устанавливал в Тульской области детские площадки (всего около 500 за четыре года) и большие игровые комплексы в сквере Тульского кремля, Новомосковске, Алексине, Белёве и городе Донской. По данным декларации о доходах Груздева за 2014 год всего губернатор направил на благотворительные программы по установке детских и спортивных площадок, помощь малоимущим и покупку жилья многодетным семьям свыше 250 миллионов рублей. Груздев продолжил оказывать поддержку Тульской области и после ухода с поста губернатора: его официальный сайт сообщал, что он является донором благотворительного фонда «Перспектива», созданного в апреле 2016 года по инициативе сменившего его на посту губернатора Дюмина.
В 2016 году создал «Фонд Груздева», направленный на помощь в развитии экономического и социального состояния граждан.
Согласно данным, которые указаны на официальном сайте Груздева, он выступил одним из спонсоров установки 100 детских площадок в Москве.
Внёс самый крупный частный взнос в реставрацию памятника Минину и Пожарскому, которая завершилась в 2022 году.

## Личная жизнь

### Семья
- Отец Сергей Груздев — кадровый военный[103], мать Нелли Груздева — преподаватель химии и биологии в средней школе[63].
- Супруга — Ольга Груздева (женаты с 1994 года)[104][105].
- Четверо детей: дочери Арина и Мария, сыновья Леонид и Григорий[106].

По данным декларации о доходах, представленной Груздевым по итогам 2013 года, совокупный доход его семьи тогда составил 1,6 миллиарда рублей, главным образом представленных дивидендами от ценных бумаг и процентами по вкладам. Доход его супруги составил менее половины суммы — 619,5 миллионов рублей, а его 17-летний сын Леонид задекларировал 25 тысяч рублей. Члены семьи Груздева владеют 61%-пакетом «Модного континента» через семейный фонд. В 2016 году Ольга Груздева приобрела виллу на Сардинии оценочной стоимостью 25 млн евро.

### Увлечения

#### Космический туризм
О планах совершить полёт в космос в качестве космического туриста Груздев впервые сообщил в интервью в апреле 2007 года. Летом предприниматель подписал контракт с Роскосмосом и по результатам медобследования был признан годным к космическим полётам. За участие Груздева в космическом полёте ходатайствовал его коллега по парламенту, председатель Государственной думы V созыва Борис Грызлов. Планировалось, что Груздев станет первым российским космическим туристом, а его полёт станет важным партийно-государственным проектом, который будет профинансирован из внебюджетных фондов партии «Единая Россия». Первоначально космический тур был запланирован на 2008 год, но из-за резервирования мест для других космических туристов (космический корабль «Союз ТМА» мог взять на борт только одного космического туриста, если третье место в экипаже не было предназначено для другого участника полёта) полёт сместился на срок не ранее осени 2009 года. Окончательное решение было принято в мае 2009 года: из-за существенного роста стоимости полёта на фоне финансового кризиса Груздев отказался от участия в программе.

#### Арктика-2007
Летом 2007 года Груздев принял участие в полярной экспедиции на научном судне «Академик Федоров», в ходе которой 2 августа 2007 года в составе экипажа батискафа «Мир-1», пилотируемого океанологом Анатолием Сагалевичем. Груздев совершил погружение на глубину 4261 метр в точке Северного полюса. По информации российского Forbes, Груздев также выступил основным или одним из основных спонсоров экспедиции. По одним сведениям, экспедиция обошлась организаторам в 100 миллионов рублей и более половины суммы Груздев внёс напрямую или через подконтрольный ему «Седьмой континент»; по информации другого источника Forbes, «Арктика-2007» стоила организаторам около 2 миллионов долларов, из которых Груздев предоставил около 700 тысяч. Проект имел большое символическое значение и положил начало возрождению Русского географического общества при попечительстве крупного бизнеса. В январе 2008 года указом Владимира Путина участники экспедиции были представлены к государственным наградам за мужество и героизм, проявленные в экстремальных условиях. Груздев был удостоен ордена «За заслуги перед Отечеством» III степени.

### Состояние
Груздев — постоянный фигурант рейтинга богатейших российских предпринимателей, публикуемого журналом Forbes. В списке он занимал места с 36-го (2009 год) по 149-е (2015). Впервые он вошёл в рейтинг в 2005 году с состоянием в 340 миллионов долларов как совладелец «Седьмого континента». В 2006 году Груздев поднялся на 66-ю строчку рейтинга, что стало его наивысшим результатом за всё время измерений. В 2008 году предприниматель не фигурировал в списке, а наибольшего размера его состояние достигло в 2014 году, когда он занял 79-е место с 1,3 миллиарда долларов. В 2018 году Forbes оценил состояние Груздева в 750 миллионов долларов, что соответствовало 134-му месту в рейтинге богатейших предпринимателей. В 2021 году состояние Груздева оценивалось в 900 миллионов долларов, он занимал 133 место в числе богатейших бизнесменов России.
В бытность губернаторства неоднократно становился самым богатым главой субъекта РФ. Так на 2015 г. его официальный доход составлял 1,1 млрд рублей, и еще 700 млн было задекларировано от имени супруги.

## Награды, поощрения
- Орден «За заслуги перед Отечеством» III степени (9 января 2008 года) — за проявленное мужество в экстремальных условиях при проведении Высокоширотной арктической глубоководной экспедиции[123]
- Орден «За заслуги перед Отечеством» IV степени (2 февраля 2013 года) — за многолетнюю добросовестную работу и большую благотворительную деятельность[124]
- Орден Александра Невского (30 января 2017 года)[125][126]
- Медаль ордена «За заслуги перед Отечеством» II степени (21 марта 2007 года) — за заслуги в укреплении законности, защите прав и законных интересов граждан, многолетнюю добросовестную работу[127]
- Медаль «За боевые заслуги» (1989 год)
- Нагрудный знак «Воину-интернационалисту»
- Медаль «За заслуги» (ФССП) (22 октября 2013 года)[128]
- Знак отличия «За благодеяние» (12 февраля 2021 года) — за вклад в реализацию проекта по созданию Ржевского мемориала Советскому солдату[129][130]
- Заслуженный юрист Российской Федерации (30 декабря 2022 года) — за заслуги в укреплении законности, защите прав и интересов граждан, многолетнюю добросовестную работу[131]

 Поощрения Президента и Правительства Российской Федерации 
- Почётная грамота Президента Российской Федерации (30 июля 2010 года) — за заслуги в законотворческой деятельности и многолетнюю добросовестную работу[132]
- Благодарность Президента Российской Федерации (6 мая 2008 года) — за большой вклад в работу Общественной приёмной кандидата на должность Президента Российской Федерации[133]
- Благодарность Президента Российской Федерации (24 октября 2017 года) — за большой вклад в сохранение культурного и исторического наследия[134]
- Благодарность Президента Российской Федерации (31 мая 2019 года) — за подготовку и участие в мероприятиях, посвящённых 75-летию освобождения Новгорода от немецко-фашистских захватчиков[135]
- Благодарность Президента Российской Федерации (18 июля 2024 года) — за заслуги в укреплении законности, защите прав и интересов граждан, многолетнюю добросовестную работу[136]
- Почётная грамота Правительства Российской Федерации (6 июля 2011 года) — за заслуги в законотворческой деятельности и многолетнюю добросовестную работу[137]
- Благодарность Правительства Российской Федерации (22 июля 2009 года) — за заслуги в законотворческой деятельности и многолетнюю добросовестную работу[138]
- Благодарность Правительства Российской Федерации (9 июня 2015 года) — за эффективную организацию работы по подготовке граждан Российской Федерации к военной службе в Вооруженных Силах Российской Федерации
- Медаль Столыпина П. А. II степени (31 августа 2013 года) — за заслуги в решении стратегических задач социально-экономического развития страны и многолетнюю добросовестную работу[139]
- Почётный знак Государственной Думы Федерального Собрания Российской Федерации «За заслуги в развитии парламентаризма» (3 июня 2009 года)
- Почётный знак Совета Федерации Федерального Собрания Российской Федерации «За заслуги в развитии парламентаризма» (26 ноября 2013 года)
- Вымпел министра обороны Российской Федерации (30 июня 2015 года) — за оказание содействия в решении задач, возложенных на Вооруженные Силы Российской Федерации, и первое место, занятое Тульской областью в конкурсе среди субъектов Российской Федерации на лучшую подготовку граждан российской Федерации к военной службе, организацию и проведение призыва граждан на военную службу в 2014 году